# La Médecine spirituelle
La Médecine spirituelle (Kitâb al-Tibb al-Rûhânî en arabe) est un traité d'éthique de Rhazès (Muhammad ben Zakariyyâ al-Râzî), philosophe et médecin persan du IXe – Xe siècles. Il est divisé en vingt chapitres.

## Situation et contenu de l'ouvrage
La Médecine spirituelle s'inscrit dans un genre de traités qui portent habituellement ce nom, comme le dit Rémi Brague, médiéviste arabisant, dans son introduction. Dans sa recension de la traduction française, l'islamologue Pierre Lory écrit que « Nous avons affaire à un traité de morale, dissertant sur les bienfaits des grandes vertus et les dangers des divers vices. Le ton n’est guère islamique, il évoque plutôt la sagesse grecque, épicurienne notamment. »
L'ouvrage est un des rares traités philosophiques de Razi à nous être parvenu, contrairement à ses traités médicaux dont nous possédons la majorité.
L'objectif de Razi est de proposer une sorte de manuel de préparation à la vie philosophique, qui passe par la pratique de la tempérance, dans la lignée des lectures grecques de l'auteur (Platon, les Stoïciens, et peut-être Épicure). Rémi Brague rapproche le style et le contenu de l'ouvrage du Manuel d'Épictète. Il s'éloigne par contre d'Aristote sur plusieurs points.
La médecine spirituelle fait pour l'esprit ce que la médecine corporelle (métier de Razi) fait pour le corps. Razi s'inspire du médecin latin Galien dans son ouvrage, comme le montre Rémi Brague dans ses notes. Il s'agit de réfréner la passion en luttant contre elle avec son intellect.

Razi fait le portrait du philosophe ainsi, dans le chapitre XIX : 
« La vie que passèrent et vécurent les plus excellents des philosophes consiste, pour le dire en abrégé, à commercer avec les gens en toute justice et, après cela, à user avec eux d'amabilité, en étant rempli de tempérance, d'indulgence, de bon conseil pour tous, et en multipliant les efforts pour être utile à tous. »
Il reprend à l'épicurisme le raisonnement qui sert de remède à la peur de la mort : « l'homme [...] n'est atteint une fois mort par absolument rien qui le fasse souffrir, puisque la souffrance est une sensation, et que la sensation ne se trouve que chez le vivant » (ch. XX). Rémi Brague précise cependant que la mortalité de l'âme n'est peut-être pas l'opinion personnelle de Razi.

## Végétarisme
Razi défend le végétarisme, parce que selon lui l'homme déréglé recherche le plaisir au détriment des animaux, envers qui nous devrions bien nous comporter. Razi ajoute que le gouvernement des animaux par les hommes, puisque ceux-ci possèdent l'intellect et leur sont supérieurs, devrait être au bénéfice des animaux. Rémi Brague pense que le pythagorisme a pu influencer Razi, ce qui expliquerait son opinion favorable au végétarisme.

#### Éditions
- Razi (trad. de l'arabe par Rémi Brague), La Médecine spirituelle [« Kitâb al-Tibb al-Rûhânî »], Paris, Flammarion, coll. « GF », 2003, 206 p. (ISBN 2-08-071136-9).

#### Études
- (en) M. Bayrakdar, « The Spiritual Medicine of Early Muslims », Islamic Quarterly London, vol. 29, no 1,‎ 1985, p. 1-28.
- Danielle Jacquart, « Médecine grecque et médecine arabe : le médecin doit-il être philosophe ? », Cahiers de la Villa Kérylos, vol. 15, no 1,‎ 2004, p. 253-265 (lire en ligne, consulté le 3 avril 2017).
- Pierre Lory, « La médecine spirituelle. Présentation et traduction par Rémi Brague, Paris, GF Flammarion, 2003, 206 p. », Abstracta Iranica, vol. 28,‎ 2007 (lire en ligne, consulté le 3 avril 2017).